# Hidroxitirosol
Hidroxitirosol, Hydroxytyrosol és un feniletanoide, un tipus de fitoquímic fenòlic amb propietats antioxidants in vitro. A la natura, l'hidroxitirosol es troba a la fulla de l'olivera i en l'oli d'oliva verge en les formes d'èster de l'àcid elenòlic, l'oleuropeïna.